# Agathia tetraplochorda
Agathia tetraplochorda är en fjärilsart som beskrevs av Louis Beethoven Prout. Agathia tetraplochorda ingår i släktet Agathia och familjen mätare. Inga underarter finns listade i Catalogue of Life.